# Glonn
Glonn (Glonn) község a felső-bajorországi Ebersbergi járásban, Németországban.

## Elhelyezkedése
Glonn Felső-Bajorország Ebersbergi járásában található, 30 km távolságban Münchentől, Bajorország fővárosától. Közeli települések többek között Zorneding (13 km északra), Grafing (11 km északkeletre), Bad Aibling (22 km délkeletre) és Miesbach (30 km délre) települések. A kisváros a Glonn-völgyben épült, környékén három folyóvíz, a Glonn, a Kupferbach és a Schrankenbach ered. Közelében található két fürdőhelyként is funkcionáló tó, a Steinsee és a Kastensee. Glonn a 47. szélességi fok 59. ívpercén és a 11. hosszúsági fok 52. ívpercén fekszik.

## Népesség
| Lakosok száma | 1367 | 2990 | 3719 | 4439 | 4755 | 4890 | 5081 | 5214 | 5281 | 5329 |
|               | 1875 | 1950 | 1975 | 2010 | 2012 | 2013 | 2015 | 2017 | 2021 | 2023 |

## Történelem
Ásatási leletek bizonyították, hogy a Glonn-völgy már az Újkőkorszakban is lakott volt. A kisváros neve a „Glana” (a tiszta) szóból, a Glonn folyó kelta nevéből, származik. Egy, a freisingi püspök által 774. március 21-én kiadott adománylevél, a város alapítására utaló legkorábbi bizonyíték Glonnt „Glan” néven említi. Az 1349-ben kiadott Monumenta Baica épületnyilvánartás megemlíti a St. Johann zu Glan-templomot. A középkor során a település neve „Glan”-ról „Glon”-ra, majd arról a 16. században a mai „Glonn”-ra változott.
1632-ben Glonnt a harmincéves háború során majdnem teljesen felégették Svédország csapatai. A település újjáépítése sokáig tartott, az új templom csak 1823-ban készült el. Már 1908-ban a kisváros rendelkezésére állt az elektromos energia, amit egykori vízimalmokban berendezett vízerőművek termeltek. 1914-re Glonn házainak körülbelül felébe vezették be a villanyt. A második világháború után a település népessége megnőtt, mivel otthonukból elűzötteket költöztettek ide, akik végül a lakosság körülbelül egyharmadát tették ki. Széles körű építkezési munkálatok kezdődtek, 1959-ben váltották fel Glonnban az utcanevek a puszta házszámokat.
A kisvárost többször is áradás pusztította, a legnagyobb 2002-ben.

## Címer
Glonn címere fehér alapon kék-arany pisztrángot és egy alatta fekvő fekete malomkereket ábrázol. Mindkét embléma utal a Glonn-völgy folyóvizeire. A malomkerék jelképezi, hogy a kisvárosnak egykor fontosak voltak a malmok (hét malmot építettek a völgyben, ebből mára csak négy működik részben); továbbá a kézművesség és a mezőgazdaság közös szimbóluma.